# 254422 Henrykent
254422 Henrykent è un asteroide della fascia principale. Scoperto nel 2004, presenta un'orbita caratterizzata da un semiasse maggiore pari a 3,2158866 UA e da un'eccentricità di 0,1203101, inclinata di 4,18654° rispetto all'eclittica.
L'asteroide è dedicato al canadese Henry Kent.